# Episodi di Life Bites - Pillole di vita (terza stagione)
Questa è una lista degli episodi della terza stagione della sitcom Life Bites - Pillole di vita.
| nº | Titolo                   | Prima TV Italia  |
| -- | ------------------------ | ---------------- |
| 1  | Il cagnolino             | 8 dicembre 2008  |
| 2  | I biscotti della fortuna | 8 dicembre 2008  |
| 3  | Mamma moderna            | 9 dicembre 2008  |
| 4  | Lezioni di francese      | 9 dicembre 2008  |
| 5  | Quiz telefonico          | 10 dicembre 2008 |
| 6  | Metto in pausa           | 10 dicembre 2008 |
| 7  | Ragazzo alla pari        | 11 dicembre 2008 |
| 8  | Il concerto di Diego     | 11 dicembre 2008 |
| 9  | Le piantine              | 12 dicembre 2008 |
| 10 | Il lavoro                | 12 dicembre 2008 |
| 11 | 18 anni                  | 15 dicembre 2008 |
| 12 | L'elettricista           | 15 dicembre 2008 |
| 13 | Lo stereo                | 16 dicembre 2008 |
| 14 | La felpa di Molly        | 16 dicembre 2008 |
| 15 | M'ama non m'ama          | 17 dicembre 2008 |
| 16 | Il blocco                | 17 dicembre 2008 |
| 17 | Beccato!                 | 18 dicembre 2008 |
| 18 | Il concerto              | 18 dicembre 2008 |
| 19 | L'uscita                 | 19 dicembre 2008 |
| 20 | Il test                  | 19 dicembre 2008 |
| 21 | La ragazza di Pigi       | 22 dicembre 2008 |
| 22 | La tabella               | 22 dicembre 2008 |
| 23 | Crisi di gelosia         | 23 dicembre 2008 |
| 24 | Appuntamento mancato     | 23 dicembre 2008 |
| 25 | Star in famiglia         | 24 dicembre 2008 |
| 26 | Paghetta                 | 24 dicembre 2008 |
| 27 | Il litigio               | 25 dicembre 2008 |
| 28 | Addio Sissy              | 25 dicembre 2008 |
| 29 | Il fidanzato di Giulia   | 26 dicembre 2008 |
| 30 | Brutto voto              | 26 dicembre 2008 |
| 31 | Miss panino              | 29 dicembre 2008 |
| 32 | A spasso con Puzzi       | 29 dicembre 2008 |
| 33 | Torna a casa Puzzi       | 30 dicembre 2008 |
| 34 | Maschi e femmine         | 30 dicembre 2008 |
| 35 | Strategie amorose        | 1º gennaio 2009  |
| 36 | Dire di no               | 1º gennaio 2009  |

## Il cagnolino
Teo, Molly e Giulia trovano un cane, che battezzano Puzzi dato il suo odore.
I loro genitori sono contrari al tenerlo in casa, ma il cagnolino gli fa gli occhi dolci, riuscendo nell'intento di rimanere con loro.
- Assenti: Chiara Tollero (Ross), Daniela Delle Cave (Sissy), Adalberto Lombardo (Pigi), Matteo Villa (Gym), Diego Razionale (Diego)

## I biscotti della fortuna
Teo e Giulia fanno dei biscotti della fortuna ai loro genitori in cui, nei bigliettini, vi sono scritte delle cose brutte sulla mamma e il papà paragonandoli in bruttezza alla vicina, ma al momento di mangiare i biscotti, scoprono che è venuta a trovarli proprio la vicina.
- Assenti: Beatrice Agazzi (Molly), Chiara Tollero (Ross), Daniela Delle Cave (Sissy), Adalberto Lombardo (Pigi), Matteo Villa (Gym), Diego Razionale (Diego)
- Altri attori: Monica Guazzini (Vicina)

## Mamma moderna
Teo invita una ragazza a casa sua per vedere un film, ma la madre gli impone di fare ciò fino alle 16.00, in quanto il ragazzo deve studiare per la verifica di Storia.
Quando il ragazzo, alle 16.00, viene interrotto dalla mamma, gli spiega che lei non è moderna, e quindi non può capire che un giovane moderno deve essere interrotto nel momento giusto.
La mamma accetta, ma diventa moderna al punto di diventare la migliore amica della ragazza, che ora non vuole più stare con Teo, perché è il figlio della migliore amica.
- Assenti: Walter Leonardi (Papà), Valentina Colombo (Giulia), Beatrice Agazzi (Molly), Chiara Tollero (Ross), Daniela Delle Cave (Sissy), Adalberto Lombardo (Pigi), Diego Razionale (Diego)
- Altri attori: Camilla Cavo (Ragazza che piace a Teo)

## Lezioni di francese
Giulia vuole far colpo su Gym approfittando delle lezioni di francese che dà al ragazzo, con pessimi risultati.
- Assenti: Luca Solesin (Teo), Walter Leonardi (Papà), Claudia Penoni (Mamma), Beatrice Agazzi (Molly), Daniela Delle Cave (Sissy), Adalberto Lombardo (Pigi), Diego Razionale (Diego)

## Quiz telefonico
Quando Teo rompe il cellulare di Giulia è pronto a partecipare al quiz Pronto, domanda e via, questo perché al quiz si vince proprio un telefonino, anche se alla fine perde.
- Assenti: Chiara Tollero (Ross), Daniela Delle Cave (Sissy), Matteo Villa (Gym), Diego Razionale (Diego)

## Metto in pausa
Dopo essere arrivato al livello finale di un gioco, Teo mette in pausa e va da Gym per portarlo da lui e fargli vedere il suo record. Giulia spegne però la consolle e si perde il salvataggio dei dati del gioco.
Per rimediare, la ragazza invita Pigi a casa sua e gli chiede di finire il gioco prima che il fratello arrivi.
Pigi ci riesce, ma finisce il gioco sbagliato.
- Assenti: Walter Leonardi (Papà), Claudia Penoni (Mamma), Diego Razionale (Diego), Daniela Delle Cave (Sissy)

## Ragazzo alla pari
Teo riceve la visita del ragazzo alla pari che ha contatto grazie alla scuola:
Paco, il suo nome, è nullafacente, ma viene coccolato meglio di Teo nonostante si comporti da bambino viziato (dorme con le scarpe, straccia il giornale del papà e mangia le cose degli altri senza permesso).
A questo punto, quest'ultimo si allea con Pigi (geloso perché Paco è coccolato anche da Giulia) per far capire ai genitori che c'è stato uno scambio e il ragazzo giusto è Otto (Emanuele Sonzini), il ragazzo affidato a Pigi.
Però, Otto è uguale a Paco.
- Assenti: Chiara Tollero (Ross), Daniela Delle Cave (Sissy)

## Il concerto di Diego
Visto che la mancanza di Ross potrebbe far perdere la voglia di cantare a Diego nel suo concerto, Giulia si traveste dall'amica per non fargli capire che Ross è assente, ma all'ultimo, Ross si presenta.
- Assenti: Walter Leonardi (Papà), Claudia Penoni (Mamma), Daniela Delle Cave (Sissy), Matteo Villa (Gym), Adalberto Lombardo (Pigi)

## Le piantine
Teo e il padre inizialmente non capiscono perché le donne di casa adorano così tanto le piantine, anche se poi cambiano idea.
- Assenti: Chiara Tollero (Ross), Daniela Delle Cave (Sissy), Adalberto Lombardo (Pigi), Matteo Villa (Gym), Diego Razionale (Diego)

## Il lavoro
Teo e Giulia sono in prova alla paninoteca per un possibile lavoro, ma si danno battaglia tra di loro e finiscono per non lavorare proprio.
- Assenti: Claudia Penoni (Mamma), Chiara Tollero (Ross), Adalberto Lombardo (Pigi), Matteo Villa (Gym)
- Altri attori: Gianluca Fubelli (cameriere)

## 18 anni
Teo, su consiglio di Gym, fa finta di avere 18 anni per piacere ad una ragazza ma la cosa gli si rivolge contro. Dice alla ragazza che ha viaggiato il mondo ma quando quest'ultima gli chiede se il motorino è il suo, lui risponde di sì, ma sta mentendo. Alla fine, lui viene scoperto mentre Gym avrà successo.
- Assenti: Valentina Colombo (Giulia), Beatrice Agazzi (Molly), Chiara Tollero (Ross), Daniela Delle Cave (Sissy), Adalberto Lombardo (Pigi), Diego Razionale (Diego)

## L'elettricista
La mamma scambia l'elettricista per il ragazzo che Giulia ha invitato a studiare. Ma alla fine è il papà a pagare le spese dell'elettricista.
- Assenti: Luca Solesin (Teo), Beatrice Agazzi (Molly), Matteo Villa (Gym), Chiara Tollero (Ross), Daniela Delle Cave (Sissy), Adalberto Lombardo (Pigi), Diego Razionale (Diego)

## Lo stereo
Teo e Giulia rompono involontariamente lo stereo e per non farlo scoprire al loro padre lo sostituiscono con uno appena comprato.
Lo stereo tuttavia era già rotto da tre giorni e la mamma ne aveva comprato un altro.
- Assenti: Chiara Tollero (Ross), Daniela Delle Cave (Sissy), Adalberto Lombardo (Pigi), Matteo Villa (Gym), Diego Razionale (Diego)

## La felpa di Molly
Teo e Giulia fanno un danno con la lavatrice, così trovano la felpa di Molly tutta stracciata, Molly non lo sa, ma dice che se scopre che è successo qualcosa alla sua felpa, darà il suo Bloc notes (con dentro annotate tutte le marachelle dei suoi fratelloni) alla mamma. Teo e Giulia allora la buttano e la sostituiscono con una appena comprata, ma si scopre che la maglietta era stracciata già prima per la moda, e i due verranno puniti.
- Assenti: Walter Leonardi (Papà), Chiara Tollero (Ross), Daniela Delle Cave (Sissy), Adalberto Lombardo (Pigi), Matteo Villa (Gym), Diego Razionale (Diego)

## M'ama non m'ama
Giulia fa m'ama non m'ama con delle margherite per vedere se piace a Gym, ma finisce sempre con non m'ama e per questo finisce con l'odiare le margherite (ogni volta che le sente pronunciare impazzisce). Per far colpo su Gym, decide di fargli una torta, Teo gli dice che a Gym piace la torta con le fragole e conta su di questo per conquistarlo.
Tuttavia Teo si era sbagliato, infatti Gym è allergico alle fragole, ma la torta con le fragole piace a Pigi. Ma per farsi perdonare chiede a Gym quale sia la sua torta preferita così che possa fargliela, ma quando Gym risponde "la torta margherita", Giulia si innervosisce.
- Assenti: Claudia Penoni (Mamma), Beatrice Agazzi (Molly), Daniela Delle Cave (Sissy), Matteo Villa (Gym), Diego Razionale (Diego)

## Il blocco
Diego non trova più le idee per comporre le canzoni, ma per fortuna Ross diventa la sua ispirazione grazie al racconto di uno strano sogno.
- Assenti: Walter Leonardi (Papà), Claudia Penoni (Mamma), Beatrice Agazzi (Molly), Daniela Delle Cave (Sissy)

## Beccato!
Teo torna tardi a casa a causa di un party tra amici e cerca di non farsi scoprire dai suoi genitori; sembra che l'abbia passata liscia ma il giorno dopo scoprirà di essere stato ripreso dalla videocamera e i genitori lo puniscono.
- Assenti: Chiara Tollero (Ross), Daniela Delle Cave (Sissy), Diego Razionale (Diego)

## Il concerto
Ross accetta di andare ad un concerto con Diego, ma lo fa solo per poi stare lì con le amiche.
Giulia vorrebbe dire il fatto a Diego, ma non ci riesce, a peggiorare la situazione quest'ultimo crede che Giulia lo ami.
- Assenti: Claudia Penoni (Mamma), Luca Solesin (Teo), Beatrice Agazzi (Molly), Daniela Delle Cave (Sissy), Adalberto Lombardo (Pigi), Matteo Villa (Gym)

## L'uscita
Teo vorrebbe uscire ma deve badare a Molly, corrompe così Giulia per rimanere lei in casa dandogli il suo maglione grigio.
Quando però scopre che al ristorante dove deve andare ci vanno anche i suoi genitori, decide di rimanere a casa.
- Assenti: Chiara Tollero (Ross), Daniela Delle Cave (Sissy), Adalberto Lombardo (Pigi), Matteo Villa (Gym), Diego Razionale (Diego)

## Il test
Giulia scopre un test fatto da Gym in cui vi è scritto come deve essere la ragazza dei suoi sogni. Il test tuttavia lo aveva fatto Pigi.
- Assenti: Walter Leonardi (Papà), Claudia Penoni (Mamma), Luca Solesin (Teo), Beatrice Agazzi (Molly), Daniela Delle Cave (Sissy), Diego Razionale (Diego)

## La ragazza di Pigi
Teo e Gym fanno uno scherzo dicendo a Pigi che una ragazza ha chiesto di lui per parlargli. Pigi ci casca. La ragazza tuttavia ha gli stessi interessi di Pigi e gli si attacca, al punto che il ragazzo la scarica agli amici.
- Assenti: Walter Leonardi (Papà), Claudia Penoni (Mamma), Valentina Colombo (Giulia), Beatrice Agazzi (Molly), Chiara Tollero (Ross), Daniela Delle Cave (Sissy), Diego Razionale (Diego)

## La tabella
La mamma organizza una tabella nella quale i figli si devono organizzare per portare fuori Puzzi, pena la dormita in giardino.
La prima tuttavia a dimenticarsi della tabella è proprio la mamma.
- Assenti: Chiara Tollero (Ross), Daniela Delle Cave (Sissy), Adalberto Lombardo (Pigi), Diego Razionale (Diego)

## Crisi di gelosia
Sissy e Ross fanno vedere a Giulia delle foto in cui Gym parla con altre ragazze per farle capire che lei al ragazzo non piace.
Era tuttavia solo un malinteso: Gym Si stava facendo aiutare a scegliere il regalo per Giulia (in realtà stavano scegliendo solo il colore di un pallone).
- Assenti: Walter Leonardi (Papà), Claudia Penoni (Mamma), Luca Solesin (Teo), Beatrice Agazzi (Molly), Adalberto Lombardo (Pigi), Diego Razionale (Diego)

## Appuntamento mancato
Diego si offende con Giulia perché non è venuta al suo concerto.
- Assenti: Walter Leonardi (Papà), Claudia Penoni (Mamma), Beatrice Agazzi (Molly), Chiara Tollero (Ross), Daniela Delle Cave (Sissy), Adalberto Lombardo (Pigi), Matteo Villa (Gym)
- Altri attori: Gianluca Fubelli (Cameriere)

## Star in famiglia
Giulia vorrebbe fare l'attrice, ma non è brava e il resto della famiglia non ce la fa più a sentirla provare a recitare.
- Assenti: Chiara Tollero (Ross), Daniela Delle Cave (Sissy), Adalberto Lombardo (Pigi), Matteo Villa (Gym), Diego Razionale (Diego)

## Paghetta
Teo, Giulia e Molly decidono che per ogni lavoretto di casa debbano avere una paghetta, ma con la scusa i loro genitori li fanno lavorare troppo.
- Assenti:Chiara Tollero (Ross), Adalberto Lombardo (Pigi), Matteo Villa (Gym), Diego Razionale (Diego)
- Altri attori: Gianluca Fubelli (Cameriere)

## Il litigio
Teo e Giulia litigano per chi si deve vedere il televisore e i genitori cercano di farli riappacificare e ci riescono, ma a litigare alla fine saranno proprio questi ultimi.
- Assenti: Chiara Tollero (Ross), Daniela Delle Cave (Sissy), Adalberto Lombardo (Pigi), Matteo Villa (Gym), Diego Razionale (Diego)

## Addio Sissy
Sissy finge di partire per l'Inghilterra per tre settimane per poter abbracciare Diego prima di far finta di andarsene.
- Assenti: Beatrice Agazzi (Molly), Adalberto Lombardo (Pigi)

## Il fidanzato di Giulia
Giulia fa finta di essersi fidanzata con Pigi per far capire ad una sua vecchia compagna scolastica che ha qualcosa che lei non ha, quindi il fidanzato facendo fotografare la scena del bacio, Pigi stamperà la foto sulla sua maglietta.
- Assenti: Walter Leonardi (Papà), Claudia Penoni (Mamma), Luca Solesin (Teo), Beatrice Agazzi (Molly), Chiara Tollero (Ross), Matteo Villa (Gym), Diego Razionale (Diego)

## Brutto voto
Giulia cerca di trovare il modo giusto per dire ai suoi genitori che ha preso 4 -- a storia, ma Teo (che ha preso lo stesso voto) lo dice prima a sua madre il quale viene brontolato, così Giulia si impaurisce e cerca un sacco di scuse per dirlo a sua madre.
- Assenti: Luca Solesin (Teo), Beatrice Agazzi (Molly), Daniela Delle Cave (Sissy), Adalberto Lombardo (Pigi), Matteo Villa (Gym), Diego Razionale (Diego)

## Miss panino
Giulia partecipa al concorso di bellezza Miss panino organizzato dal locale Da Panino's, nel tentativo di far colpo su Gym, ha la vittoria in tasca perché è l'unica ragazza rimasta (avevano partecipato anche Ross e Sissy, ma Giulia riesce a fargli cambiare idea), ma per la simpatia del papà, sarà quest'ultimo a vincere.
- Assenti: Claudia Penoni (Mamma), Luca Solesin (Teo), Beatrice Agazzi (Molly), Adalberto Lombardo (Pigi), Diego Razionale (Diego)
- Altri attori: Gianluca Fubelli (Cameriere)

## A spasso con Puzzi
Teo porta a spasso nel parco Puzzi nel tentativo di piacere a delle ragazze, facendole capire che è un appassionato di animali.
- Assenti: Walter Leonardi (Papà), Claudia Penoni (Mamma), Beatrice Agazzi (Molly), Daniela Delle Cave (Sissy), Adalberto Lombardo (Pigi), Diego Razionale (Diego)

## Torna a casa Puzzi
Teo va al parco con Puzzi e prova a lanciargli un bastone colpendo però un uomo da cui immediatamente si nasconde. Poi incontra Gym e Pigi, e fa una partitina di calcio. Nel frattempo, però, Puzzi se ne va e Gym, dopo aver avuto questa geniale idea, fa finta di essere il cagnolino.
Fortunatamente, il vero Puzzi alla fine viene ritrovato e portato a casa dall'uomo che Teo aveva colpito con il bastone, che era arrivato lì grazie all'indirizzo nella targhetta.
- Assenti: Claudia Penoni (Mamma), Beatrice Agazzi (Molly), Chiara Tollero (Ross), Daniela Delle Cave (Sissy), Diego Razionale (Diego)
- Nota: Il titolo dell'episodio si ispira a Torna a casa, Lassie!.

## Maschi e femmine
Teo e il papà vogliono dimostrare al resto della famiglia che se la cavano nei lavori domestici, ma non avendo voglia di lavorare chiamano una colf. I due tuttavia vengono scoperti.
- Assenti: Chiara Tollero (Ross), Daniela Delle Cave (Sissy), Adalberto Lombardo (Pigi), Matteo Villa (Gym), Diego Razionale (Diego)

## Strategie amorose
Ross tenta ancora una volta di uscire con Teo con risultati scadenti.
Allora Giulia tenta di chiedere al fratello di uscire con l'amica, ma Teo risponde di no e viene sentito da Ross, e il ragazzo, per farsi perdonare, la porta fuori. Dopo, Sissy e Giulia, per non essere invidiose, capiscono che non devono più frequentare Diego e Gym, e dicono i difetti che hanno quei due, ma i due ragazzi erano dietro di loro e hanno sentito tutto.
- Assenti: Walter Leonardi (Papà), Claudia Penoni (Mamma), Beatrice Agazzi (Molly), Adalberto Lombardo (Pigi)

## Dire di no
Sissy cerca Ross per chiederle di andare al concerto di musica classica.
A Ross, però, non piace la musica classica e cerca, con l'aiuto di Giulia, un modo per dire di no allo sguardo di Sissy; alla fine ci riesce a dirle di no, ma allora, Sissy lo chiede a Giulia la quale non riesce a dirle di no.
- Assenti: Beatrice Agazzi (Molly), Adalberto Lombardo (Pigi), Matteo Villa (Gym), Diego Razionale (Diego)